# Друмлин

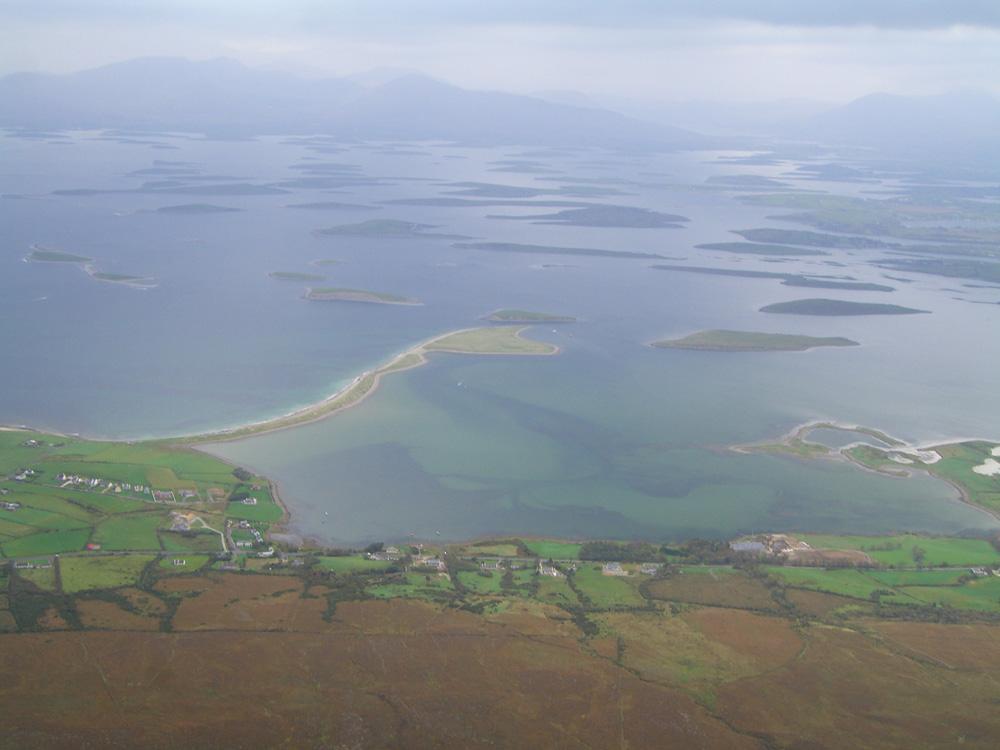
Архипелаг из друмлинов, залив Клю (Ирландия).

Друмлины (англ. drumlin от ирл. droimnín) — холм эллиптической формы, сложенный мореной, ориентированный по движению ледника. Сам термин впервые использован в 1833 г.
Друмлины сложены из основной (преимущественно) морены, форму придал и сгладил двигавшийся над ними лёд. B некоторых (но не во всех) случаях имеют ядрo из ледникового отторженца. Обычно расположены кластерами в районах распространения плейстоценовых покровных ледников и образуют друмлиновый ландшафт.
Продольная ось друмлинов вытянутa параллельнo направлению былого движения льда. Пологий и длинный склон обращён в сторону отступавшего ледника, противоположный — обычно более резко выражен, крут и высок. Размеры типичных друмлинов достигают от нескольких сотен метров до 2,5 км в длинy, 100—600 м в ширинy, и высота — 10-45 м. Встречаются также более крупные экземпляры.

## Происхождение
Геоморфологи рассматривают несколько гипотез формирования друмлинов. Согласно базовой теории, в нижних слоях ледника шла аккумуляция осадков и образование «одеяла», облегчающего движение потока льда. Периодически возникала неравномерность течения, когда нижние слои теряли подвижность из-за перегрузки обломочным материалом и их перекрывали движущиеся верхние слои. Происходило заполнение обломками трещин в краевой части ледника и последующee проецирование этих скоплений на поверхность основной морены. Таким образом, верхние слои перерабатывали материал отложенной морены, создавая характерную форму друмлинов. Подобные формы широко распространены в ландшафтах основных (донныx) морен областей покровного оледенения.